# Pondosa (Oregon)
Pondosa az Amerikai Egyesült Államok északnyugati részén, Oregon állam Union megyéjében elhelyezkedő kísértetváros.
Nevét az amerikai sárgafenyőről (Pinus ponderosa) kapta. 1927-ben a négy La Grande-i Stoddard fivér Perryben megnyitotta a Grande Ronde Lumber Company fűrészüzemét. A posta ugyanezen évben nyílt meg. A fűrészüzemet 1931-ban a The Collins Companies, 1956-ban pedig a Boise Cascade vásárolta meg; utóbbi cég bejelentette a gyár bezárását, ezzel az ötszáz lakosú település hanyatlásnak indult. A posta az 1959. június 20-ai tüzet követően zárt be.

## Fordítás
- Ez a szócikk részben vagy egészben  a   Pondosa, Oregon című angol Wikipédia-szócikk ezen változatának fordításán alapul.  Az eredeti cikk szerkesztőit annak laptörténete sorolja fel. Ez a jelzés csupán a megfogalmazás eredetét és a szerzői jogokat jelzi, nem szolgál a cikkben szereplő információk forrásmegjelöléseként.